# Жолудов, Корнилий Максимович
Корнилий Максимович Жолудов (1892, Витебск, Российская империя — 28 июня 1938, Минск, Белорусская ССР, СССР) — советский партийный и государственный, народный комиссар зерновых и животноводческих совхозов Белорусской ССР (1933—1935).

## Биография
Член РСДРП(б) с 1917 г. В 1926 г. окончил Курсы марксизма при ЦК РКП(б)-ВКП(б).
С 1915 г. служил в царской армии на русском флоте. В 1918—1920 гг. — в рядах РККА.
- 1921—1926 гг. — ответственный секретарь Оршанского железнодорожного районного комитета КП(б) Беларуси), заместитель председателя Исполнительного комитета Оршанского окружного Совета, председатель Оршанской окружной контрольной комиссии КП(б) Беларуси,
- 1926—1930 гг. — председатель Могилёвской окружной контрольной комиссии КП(б) Беларуси,
- 1927—1934 гг. — член Центральной контрольной комиссии КП(б) Беларуси,
- 1930—1932 гг. — заведующий Бюро жалоб Центральной контрольной комиссии КП(б) Беларуси,
- 1932—1933 гг. — заместитель председателя Центральной контрольной комиссии КП(б) Беларуси,
- 1932—1933 гг. — заместитель народного комиссара рабоче-крестьянской инспекции Белорусской ССР,
- 1933—1935 гг. — народный комиссар зерновых и животноводческих совхозов Белорусской ССР,
- 1933—1935 гг. — уполномоченный Народного комиссариата зерновых и животноводческих совхозов СССР по Белорусской ССР,
- 1935—1937 гг. — председатель исполнительного комитета Слуцкого окружного Совета.

Член ЦК КП(б) Беларуси (1934—1937).
30 июля 1937 г. был арестован по обвинению в участии в контрреволюционной организации. 28 июня 1938 г. приговорен к расстрелу, и в тот же день казнён. 29 декабря 1966 г. был реабилитирован Военной коллегией Верховного суда СССР.